# Politique à Karachi

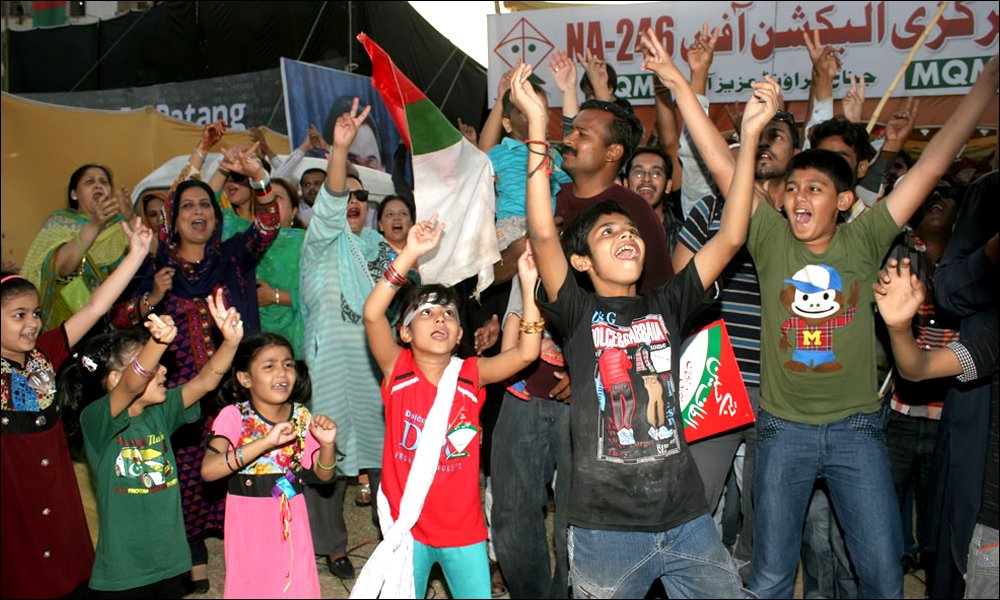
Sympathisants du MQM célébrant la victoire de leur candidat à une élection partielle à l'Assemblée nationale, en 2015.

La politique à Karachi est un sujet sensible et complexe au Pakistan, avec de grandes répercussions sur la politique nationale du pays.
Karachi, capitale du Sind et plus grande ville du Pakistan, compte près de vingt millions d'habitants. Elle est l'objet de conflits récurrents entre les différentes communautés ethno-linguistiques qui se répercutent sur les partis politiques, représentant souvent eux-mêmes ces communautés. Les partis politiques, dont les partisans sont accusés d'être largement armés, sont par ailleurs étroitement liés au crime organisé, notamment au trafic d'armes et de drogues tandis que les communautés se battent pour le contrôle de leur quartier et de l'économie souterraine qui les fait vivre, le tout dans un contexte de pression démographique très forte.
La communautarisation et la violence politique à Karachi ont commencé durant les années 1970, à la suite de l'émergence d'un mouvement organisé mohajir, principale communauté ethnique de la ville. Cette population, s'estimant de plus en plus discriminée et observant une dégradation de ses conditions de vie, a entendu défendre ses droits en participant également au jeu politique. Ce dernier permettait notamment, via une représentation politique conséquente, de promouvoir certains intérêts aux niveaux national ou provincial dans des coalitions gouvernementales. Devenu majoritaire à la fin des années 1980, le mouvement n'a cessé d'étendre son emprise sur la ville et est entré en conflit avec d'autres communautés, notamment les Pachtounes arrivés en nombre dans la ville au cours de la même décennie. Les différentes communautés et leurs représentants mêlent ainsi souvent violence et politique dans le but de défendre leurs intérêts.

## Liens entre politique, criminalité et communautarisation

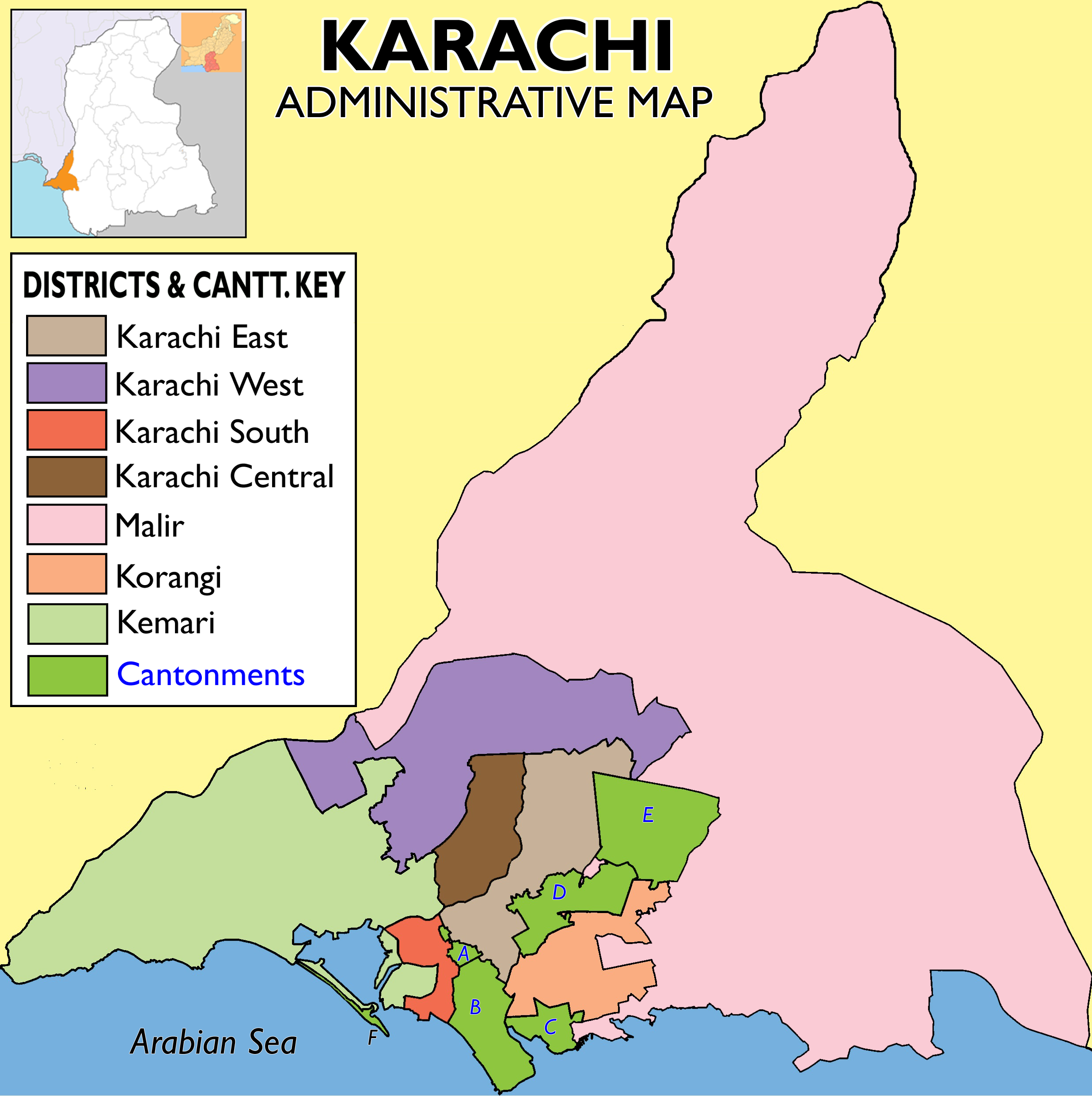
Divisions administratives de Karachi, au sein de la province du Sind et du Pakistan. Ces divisions ne correspondent que rarement au découpage ethnique.

### Communautés ethniques
Karachi est non seulement la ville la plus peuplée et le centre commercial et économique du Pakistan, mais aussi la ville la plus cosmopolite du pays, hébergeant toutes les principales ethnies pakistanaises. Les Mohajirs, largement majoritaires selon le recensement de 1981 (61 %), sont issus des populations musulmanes ayant quitté l'actuelle Inde lors de la partition en 1947. Ils ont participé significativement au mouvement d'indépendance du Pakistan, sont souvent instruits et parlent ourdou (la langue officielle nationale) et ont à l'origine occupé une position avantageuse dans la société pakistanaise. Les Pendjabis (16 %), qui parlent pendjabi et sont originaires de la province du même nom, jouissent quant-à eux d'une place déterminante dans les institutions militaires et, dans une moindre mesure, dans le reste des institutions, étant donné qu'il s'agit de la principale ethnie pakistanaise. Venant d'Afghanistan et du nord-ouest du Pakistan, les Pachtounes (11 %) parlent pachto ; ils ont progressivement émigré à Karachi depuis les années 1970. Enfin, les Sindis (7 %) sont l'ethnie autochtone de la province du Sind, dont Karachi est la capitale, et les Baloutches (5 %) sont originaires de la province voisine du Baloutchistan : ces deux groupes ont souvent fait front commun. 
Selon le recensement de 1998, 49 % de la population parle ourdou, 16 % pendjabi, 11 % pachto, 7 % sindhi et 4 % baloutche. Les ourdouphones sont largement majoritaire dans le centre (74 %), à l'est (61 %) et dans une moindre mesure à l'ouest (40 %) aini qu'à Korangi alors que le reste de la ville est très mélangé. C'est aussi dans l'ouest et à Malir, que les pachtophones sont le mieux représentés (25 et 21 %). Les habitants parlant sindi sont plus présents à Malir et dans le sud (25 et 11 %) et ceux parlant baloutche dans le sud (10 %), là où se trouve le quartier de Lyari par ailleurs très favorable au Parti du peuple pakistanais.

### Partis  politiques et activités criminelles
La ville est ainsi communautarisée : chaque communauté vit dans ses quartiers, protège son territoire et affiche les couleurs politiques des partis ou groupe la représentant, les membres de ses derniers étant par ailleurs largement armés. Par conséquent, les violences se sont surtout concentrées dans les zones limitrophes entre communautés, chacune se battant pour préserver ou agrandir son espace vital tout en assurant sa subsistance économique. 
Le lien entre communautarisation et partis politiques trouve son origine dans le fait que chaque groupe vote pour le parti politique qu'il estime le mieux à même de représenter ses intérêts. Enfin, dans le contexte d'un développement économique ne suivant pas l'explosion démographique de la ville et face à l'absence de services publics, chaque communauté compte également sur des associations et les partis politiques pour subvenir à ses besoins. Le contrôle de divers trafics, drogues et armes notamment — favorisés par la présence d'un port et la situation de Karachi sur la route de la drogue provenant d’Afghanistan — est ainsi devenu un enjeu pour lequel différents groupes se battent.

## Évolution du rapport de force

### Émergence d'un mouvement organisé mohajir et début des violences

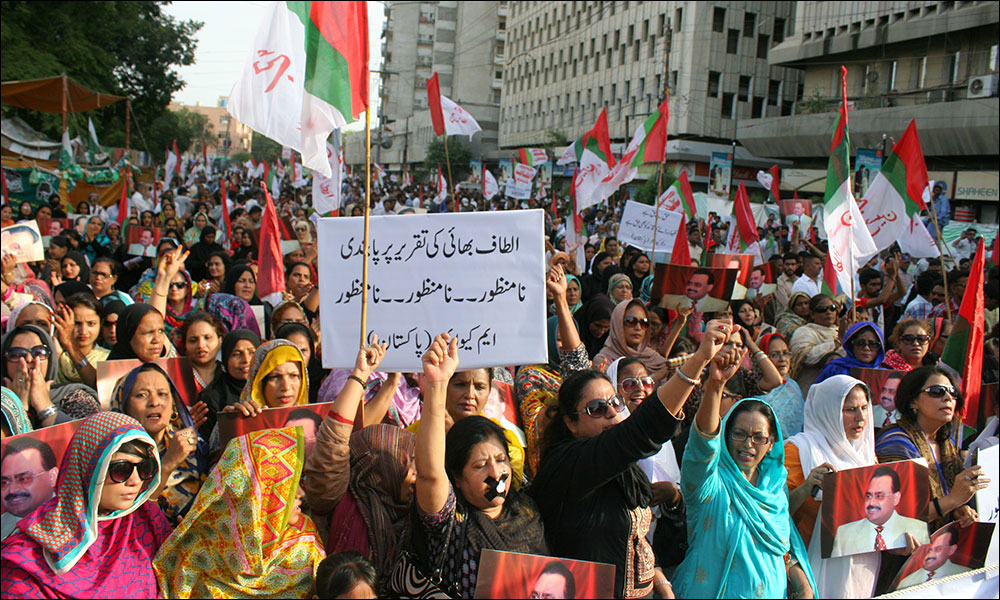
Manifestations du MQM en faveur d'Altaf Hussain, en 2015.

Les Mohajirs sont des immigrés venus d'Inde au moment de la partition qui se sont surtout installés dans les régions urbanisées de Karachi et Hyderabad dans le Sind. Cette province, peuplée par l'ethnie sindie, possède sa propre langue (le sindhi) alors que les Mohajirs parlent ourdou. Ces derniers sont rapidement devenus majoritaires à Karachi, autrefois essentiellement peuplée de Sindis et de Baloutches. S'estimant stigmatisée, marginalisée et discriminée, principalement à partir des années 1970 sous le gouvernement de Zulfikar Ali Bhutto, la communauté mohajire a d'abord soutenu des mouvements pendjabis ou religieux opposés aux Sindis, comme la Ligue musulmane du Pakistan ou le Islami Jamiat Tulaba. Les Mohajirs se sont ensuite progressivement regroupés dans leurs propres organisations et syndicats afin de défendre leurs intérêts, avec comme précurseurs des associations étudiantes. Celles-ci luttaient notamment contre la nouvelle politique des quotas dans l'administration publique qui a conduit à une chute de la proportion de Mohajirs dans la fonction publique où le rôle important qu'ils avaient joué dans la  création du Pakistan leur avait permis d'être fortement présents. En 1978, la All Pakistan Mohajir Students Organisation est fondée sous l'impulsion d'Altaf Hussain. En 1984 est créé le Mouvement Mohajir Qaumi (MQM), dont Altaf Hussain prend la tête l'année suivante.
Les Mohajirs se sont ainsi opposés aux Sindis, qui dominaient la province dont Karachi est la capitale, puis progressivement aux Pachtounes qui, à partir des années 1980, migrèrent vers la ville à la recherche de travail ou s'y réfugièrent pour fuir la première guerre d'Afghanistan. Cette nouvelle population prit une place importante dans certains secteurs, notamment celui des transports, et contribua au développement de trafics d'armes et de drogues, via l'Afghanistan. En 1985, les violences entre Mohajirs et Pachtounes atteignent un pic à la suite d'un accident où un routier pachtoune renverse et tue une passante mohajire. À ce moment, le MQM établit des liens avec des nationalistes sindis afin de faire front contre les Pachtounes et les Pendjabis et forma une coalition gouvernementale avec le Parti du peuple pakistanais au pouvoir. Toutefois, cette stratégie divise les Mojahirs entre le MQM et le Muhajir Ittehad Tehrik, ce dernier refusant une telle alliance. C'est dans ce contexte qu'en septembre 1988 les violences reprennent entre Sindis et Mohajirs à la suite d'attaques des premiers contre les seconds à Hyderabad : les Mohajirs répliquent à Karachi, faisant des centaines de morts.
En 1987, les Pachtounes et les Pendjabis tentèrent de former un front électoral commun, le Punjabi Pakhtoon Ittehad. Réalisant un score modeste lors des élections législatives de 1988, ce mouvement renonce aux urnes pour faire entendre ses droits. Le MQM remporte quant à lui des succès électoraux de plus en plus importants, gagnant les élections municipales en 1987 à Karachi et Hyderabad, et recueillant 63 % des voix dans la ville lors des élections législatives de 1988.

### Répression et paroxysme des violences

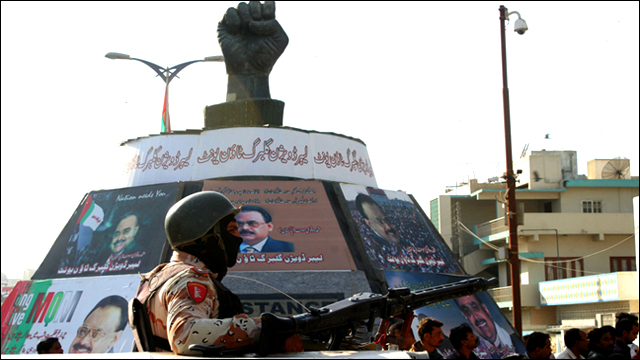
Ranger à Karachi avec en fond des affiches en faveur du Mouvement Muttahida Qaumi.

À la fin des années 1980, les divisions entre Mohajirs s'estompent quelque peu face à la répression policière et du fait de la dégradation de leurs conditions de vie et de leur statut socio-économique. Les opérations militaires, baptisées operation Clean-up, lancées en 1992 dans l'armée, vont finalement ressouder la communauté autour de ses intérêts. À la suite de l'assassinat d'un général dans la ville, l'armée pakistanaise soutenue par le Premier ministre Nawaz Sharif lance des vastes opérations impliquant 20 000 rangers. Bien que les autorités mettent en avant leur volonté de pacifier la ville, les opérations militaires se concentrent exclusivement sur le MQM et ses militants, utilisant la force elles procèdent à de nombreuses arrestations et exécutions sommaires. Plusieurs membres du mouvement, comme Altaf Hussain et Imran Farooq, partent en exil au Royaume-Uni, alors que les opérations font des milliers de morts et disparus. D'autre part, l'armée dévoile des chambres de tortures du MQM réparties dans une dizaine de quartiers de la ville, ainsi que des caches d'armes.
L'armée s'appuie alors sur de nouvelles divisions entre Mohajirs. Alors que Altaf Hussain entend élargir son mouvement au-delà des Mohajirs à toutes les classes populaires en dénonçant les « abus des puissants », un mouvement dissident au sein du MQM apparait : le MQM-Haqiqi (MQM-H, « MQM véritable ») qui se revendique comme le vrai défenseur des Mohajirs. Arrivé au pouvoir en 1993, le gouvernement de Benazir Bhutto poursuit les opérations militaires, rebaptisées Blue Fox, mais l'armée se retire finalement en mai 1994, laissant place à de nouvelles opérations policières appuyées par des rangers. Les opérations de police conduisent parfois à des exécutions sommaires ou des actes de tortures. L'année 1995 marque un record, avec 2 095 morts selon les chiffres officiels. À la fin de l'année, le MQM mène des grèves très suivies pour protester contre les exécutions de plusieurs de ses cadres dirigeants.

### Poursuites des violences malgré la politisation du conflit

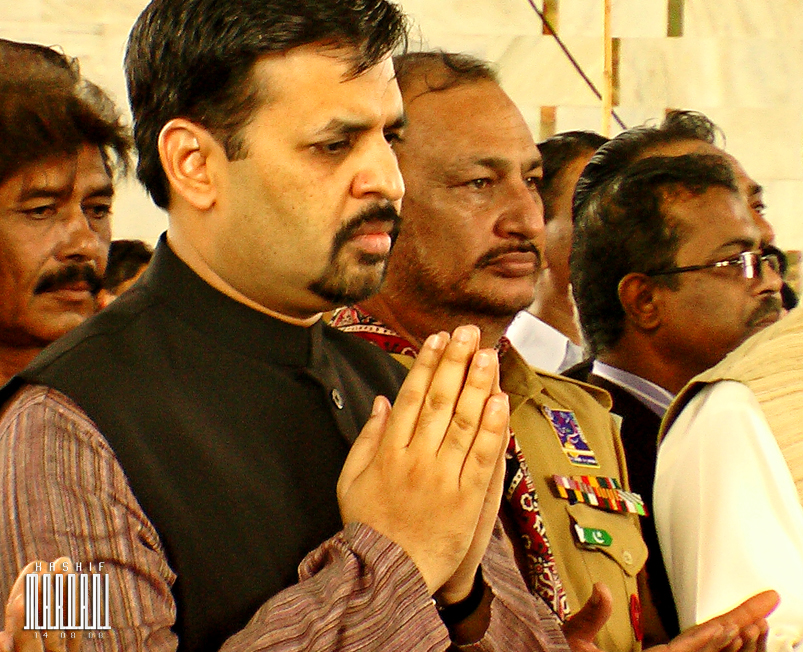
Mustafa Kamal, maire MQM de Karachi de 2005 à 2010.

Bien que n'abandonnant pas les armes, à l'instar de nombreux autres groupes armés dans la ville, le MQM peaufine sa stratégie politique au fur et à mesure des années. En 1997, gardant le même acronyme, il se renomme « Muttahida Qaumi Movement » (Mouvement national uni), renonçant à la dimension communautaire de son ancien nom. Toutefois, l'influence politique du MQM ne dépasse pourtant jamais les zones de peuplement mohajir. À la suite des élections législatives de 1997, le MQM s'allie avec la Ligue musulmane du Pakistan (N) de Nawaz Sharif, son ancien ennemi, ce qui permet au Premier ministre de disposer d'une majorité de coalition à l'Assemblée provinciale du Sind en excluant le Parti du peuple pakistanais. En échange, le MQM exige notamment du gouvernement le poste de gouverneur du Sind, le désarmement du MQM-H et de nouveaux quotas pour les Mohajirs dans la fonction publique. Estimant ces promesses non tenues, le MQM quitte le gouvernement de Sharif dès l'année suivante. À la suite de l'assassinat de l'ancien gouverneur Hakim Said en octobre 1998 et l'arrestation de partisans du MQM accusés d'être impliqués, Sharif décrète l'état d'urgence dans la province.
Lors des élections législatives de 2002, le MQM arrive toujours en tête malgré une relative érosion de ses soutiens. Il forme une coalition gouvernementale avec la Ligue musulmane du Pakistan (Q), soutenant le président Pervez Musharraf arrivé au pouvoir à la suite d'un coup d’État en 1999. Le MQM obtient la nomination d'un gouverneur issu de ses rangs, Ishrat-ul-Ibad Khan, ainsi que des opérations ciblées contre le MQM-H. Accroissant ainsi progressivement son pouvoir dans la ville et la police, le MQM voit l'un de ses membres, Mustafa Kamal, devenir maire de Karachi en 2005 alors que ses relations avec les militaires s'améliorent.
Après avoir réalisé un score record lors des élections législatives de 2008, le MQM change une nouvelle fois d'allié et rejoint le Parti du peuple pakistanais (PPP) pour former un gouvernement de coalition aux niveaux provincial et fédéral. Dans le même temps, les tensions s'exacerbent entre Mohajirs et Pachtounes, ces derniers devenant une communauté de plus en plus importante à Karachi du fait des vagues d'émigration successives venant d'Afghanistan et des régions du nord-ouest, touchées par la guerre d'Afghanistan et les opérations militaires anti-talibanes. Dans le même temps, le MQM accuse des talibans de s'implanter dans la ville afin de profiter des avantageux trafics d'armes et de drogues. De 2008 à 2013, la coalition entre le PPP et le MQM est mouvementée, ce dernier quittant le gouvernement fédéral en 2011 et menaçant plusieurs fois de retirer son soutien à l'Assemblée nationale. Les tensions se concentrent notamment autour de Zulfiqar Mirza, ministre provincial de l'intérieur du PPP, très virulent à l'encontre du MQM et populaire à Lyari, qui finit par démissionner en 2011. De plus, alors que le Parti national Awami s’affaiblit, le MQM entre en conflit avec une nouvelle force émergente, le Mouvement du Pakistan pour la justice d'Imran Khan. Ainsi, les violences augmentent de nouveau et le bilan des assassinats ciblés passe de 278 en 2006, à 777 en 2008, 2 174 en 2012 avant de culminer à 3 200 en 2013.

### Accalmie et reconfiguration politique

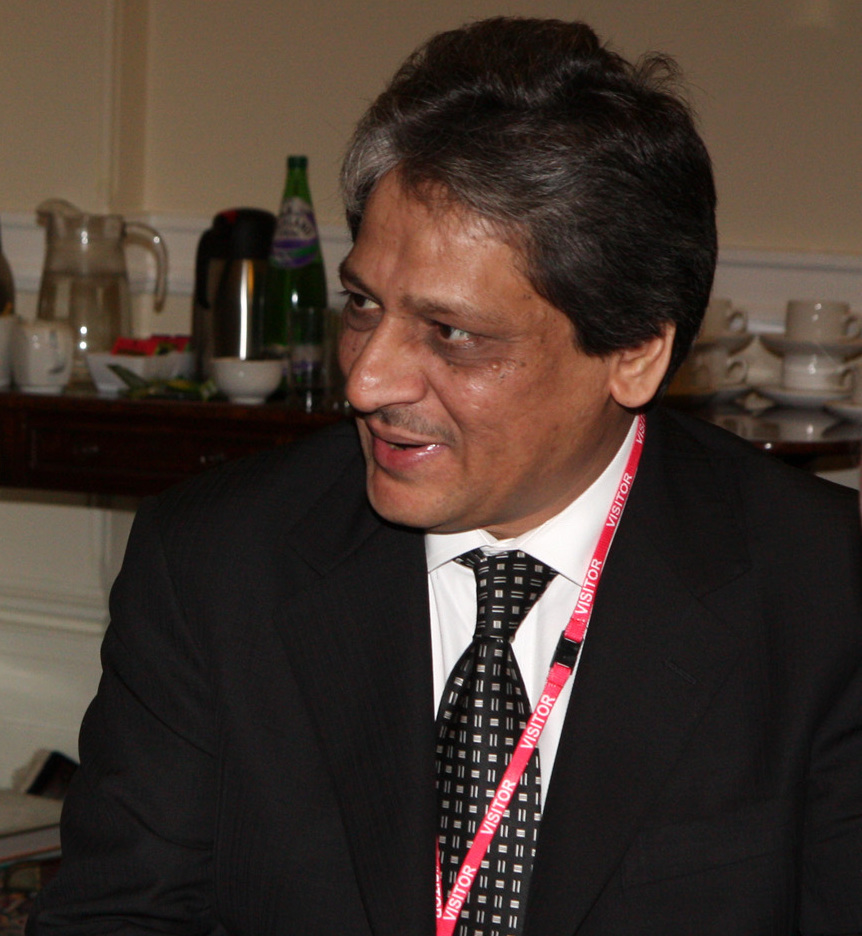
Le gouverneur du Sind Ishratul Ibad, en poste de 2002 à 2016, perd en 2015 la confiance de Altaf Hussain.

À partir de 2015, la violence commence à se réduire dans la ville alors que les rangers de l'armée poursuivent leurs opérations. En 2016, le nombre de meurtres passe à 476 chutant de près de 45 % par rapport à l'année précédente et au début de l'année 2018, on compte environ une trentaine de meurtres par mois,. Ce changement d'ambiance à Karachi est aussi nettement dû à une importante recomposition politique et un affaiblissement inédit du MQM à l’œuvre depuis le début de l'année 2016. 
En mars 2016, l'ancien maire de Karachi Mustafa Kamal fonde un nouveau parti après avoir quitté le MQM et est soupçonné avoir le soutien des militaires. De même, sous pression des militaires, le no 2 du MQM Farooq Sattar prend la direction du parti et expulse Altaf Hussain. Sattar et Kamal critiquent violemment leur ancien chef, l'accusant notamment d'avoir été lié aux services secrets indiens et d'être insensible à la mort de ses militants. Pour le général indien Kamal Jit Singh, les chefs de l'armée pakistanaise Raheel Sharif et Qamar Javed Bajwa ont orchestré ces divisions dans le but d'écarter Altaf Hussain de la vie politique,. En 2015, Hussain avait d'ailleurs expulsé du MQM le gouverneur du Sind Ishratul Ibad Khan alors qu'il était en poste depuis 2002 et jouait le rôle de médiateur entre les militaires et le MQM. Cette recomposition aurait également permis un moindre recours à la violence par les partis politiques, malgré les tensions entre membres du MQM à la suite de ces divisions.
L'autorité de Altaf Hussain sur les Muhadjirs est également remise en cause lors des élections législatives de 2018, alors que son appel au boycott n'est que partiellement suivi par eux. Le MQM subit un revers majeur avec le plus mauvais score de son histoire, étant pour la première fois dépassé par le Mouvement du Pakistan pour la justice.

## Historique des élections

### De 1988 à 1997
Les élections législatives de 1988 sont les premières ouvertes depuis la fondation du MQM : elles marquent déjà une prédominance du parti à Karachi puisqu'il remport dès cette année 63 % des voix, sous des étiquettes indépendantes puis sous celle du Haq Parast jusqu'en 1997. Le Parti national Awami, pro-Pachtounes dont il s'agit également de la première élection, il obtient des soutiens dans cette communauté alors émergente mais ne perce pas. Les législatives de 1990 marquent un record pour le MQM en pourcentage de voix, avec 71 % des suffrages, un niveau jamais égalé ensuite. Lors des élections législatives de 1993, dans le cadre de l'opération militaire Clean-up, le MQM boycotte le scrutin au niveau national, mais pas provincial et il maintient sa prédominance malgré une légère baisse. Les élections législatives de 1997 marque un affaiblissement relatif du MQM qui réalise son moins bon score depuis sa fondation, mais reste largement majoritaire. La Ligue musulmane du Pakistan (N), avec 22 % des voix dans la ville soit son meilleur score jamais obtenu, réalise en revanche une percée alors qu'elle gagne une large majorité absolue au niveau national,.
| Élection/Parti    | Mouvement Muttahida Qaumi | Parti du peuple pakistanais | Parti national Awami | ADI/LMP-N |
| ----------------- | ------------------------- | --------------------------- | -------------------- | --------- |
| Élections de 1988 | 63                        | 20                          | 2                    | 6         |
| Élections de 1990 | 71                        | 16                          | 2                    | 7         |
| Élections de 1993 | 65                        | 19                          | 1                    | 4         |
| Élections de 1997 | 56                        | 10                          | 1                    | 22        |

### 2002

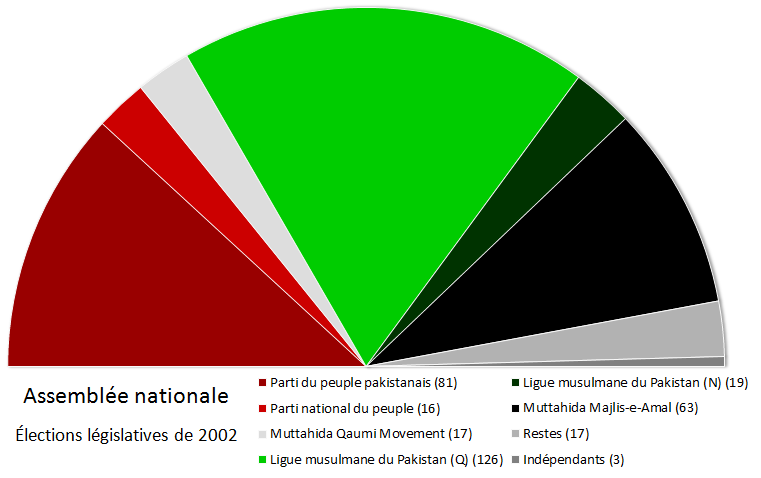
Le MQM en blanc au sein de l'Assemblée nationale à la suite des élections législatives de 2002.

Les élections législatives de 2002 sont marquées par la percée d'une nouvelle coalition, la Muttahida Majlis-e-Amal, agrégeant des partis islamistes dont les plus importants sont la Jamiat Ulema-e-Islam (F) et la Jamiat-e-Islami, qui réunit plus d'un quart des voix et fait élire cinq députés fédéraux et six provinciaux. Le Mouvement Muttahida Qaumi réalise lui sa pire performances sur les sept scrutins tenus depuis 1988, mais conserve tout de même la majorité absolue dans la ville et, surtout, se retrouve dans une position idéale pour former un gouvernement avec la Ligue musulmane du Pakistan (Q), parti soutenant le président Pervez Musharraf, celle-ci n'ayant remporté qu'une majorité relative à l'Assemblée nationale.
| Parti                       | % des voix | Députés fédéraux | Députés provinciaux |
| --------------------------- | ---------- | ---------------- | ------------------- |
| Mouvement Muttahida Qaumi   | 42         | 13               | 29                  |
| Muttahida Majlis-e-Amal     | 26         | 5                | 6                   |
| Parti du peuple pakistanais | 13         | 2                | 5                   |
| Alliance nationale          |            | 0                | 1                   |
| Indépendant                 |            | 0                | 1                   |

### 2008

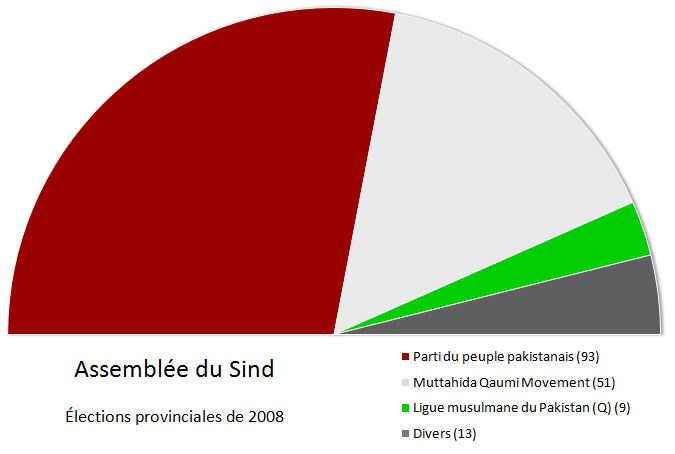
Le MQM en blanc au sein de l'Assemblée provinciale du Sind après les élections législatives de 2008.

En 2008, le Mouvement Muttahida Qaumi rattrape largement sa relative décrue de 2002 en réalisant un score éclatant, le meilleur depuis les élections de 1990 dans la ville, et en obtenant des records en nombre de voix et de députés au niveau national. Alors que l'alliance Muttahida Majlis-e-Amal boycotte les élections, le Parti national Awami remporte un certain succès dans les bastions pachtounes et décroche deux députés provinciaux alors qu'il réalise lui aussi sa performance record au niveau national. Enfin, le PPP réalise lui aussi un résultat record dans la ville, et gagne les élections au niveau national, formant une coalition gouvernementale réunissant le parti Awami et le MQM. Le PPP, bien que disposant d'une majorité absolue à l'Assemblée provinciale du Sind, forme également une coalition avec le MQM au niveau provincial et intègre des ministres du MQM dans les gouvernements local et fédéral.
| Parti                       | % des voix | Députés fédéraux | Députés provinciaux |
| --------------------------- | ---------- | ---------------- | ------------------- |
| Mouvement Muttahida Qaumi   | 68         | 17               | 34                  |
| Parti du peuple pakistanais | 22         | 3                | 6                   |
| Parti national Awami        | 2          | 0                | 2                   |

### 2013

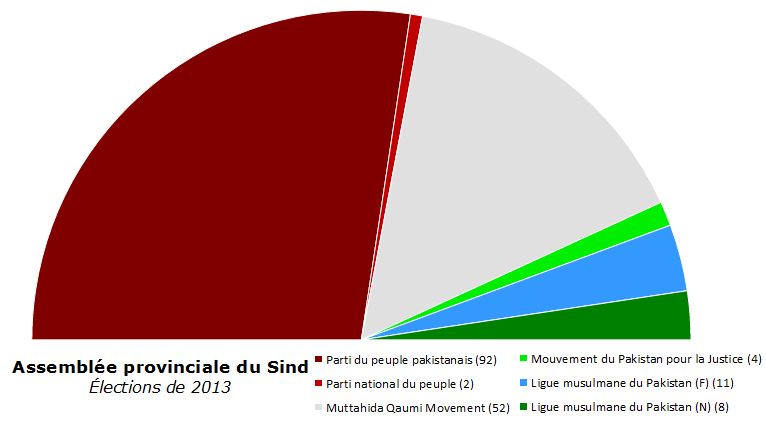
Composition de l'Assemblée provinciale du Sind de 2013 à 2018, avec le MQM en blanc.

À l'occasion des élections législatives de 2013, le Mouvement Muttahida Qaumi réalise de nouveau de bonnes performances, bien qu'en relative baisse par rapport à 2008, son score passant de 68 à 59 % de l'électorat dans la ville. En revanche, son nombre de députés reste identique à l'Assemblée provinciale du Sind et baisse d'un seul à l'Assemblée nationale alors que son nombre de voix reste par ailleurs identique, étant donné l'augmentation de la participation. Le Parti du peuple pakistanais, au pouvoir jusque-là, enregistre également une légère baisse. Ces élections marquent surtout l'émergence du Mouvement du Pakistan pour la justice qui devient la deuxième force de la ville, remplaçant dans les bastions pachtounes le Parti national Awami et dépassant même les performances de ce dernier lors des précédentes élections.
L'élection marque surtout un regain de tensions dans la ville quand le Mouvement du Pakistan pour la justice et son leader Imran Khan accusent le MQM de fraudes électorales qui consisteraient en des intimidations et des bourrages d'urne. La Commission électorale du Pakistan admet ensuite avoir échoué à organiser des élections libres et justes à Karachi, des agents électoraux ayant été battus, des urnes détruites ou volées et des coups de feu tirés dans plusieurs circonscriptions,. Des milliers de partisans du Mouvement du Pakistan pour la justice manifestent ensuite pour protester. C'est dans ce contexte que Zahra Shahid, vice-présidente du mouvement, est assassinée le 19 mai à Karachi, à la suite de quoi Imran Khan accuse le MQM et Altaf Hussain d'en être « directement responsables », augmentant à nouveau les tensions. 
La plupart de ces tensions se sont concentrées autour de la circonscription no 250 de l'Assemblée nationale, traditionnellement disputée. Face aux accusations de bourrage d'urnes, la Commission électorale annule partiellement les résultats dans certaines circonscriptions et le MQM décide de boycotter les nouveaux scrutins organisés. La circonscription no 250 est finalement remportée par Arif Alvi du Mouvement du Pakistan pour la justice malgré un taux de participation faible.
| Parti                                 | Députés fédéraux | Députés provinciaux |
| ------------------------------------- | ---------------- | ------------------- |
| Mouvement Muttahida Qaumi             | 16               | 32                  |
| Mouvement du Pakistan pour la justice | 1                | 3                   |
| Parti du peuple pakistanais           | 3                | 3                   |
| Ligue musulmane du Pakistan (N)       | 0                | 3                   |

### 2018

En bordeau, le MQM ne devient que la troisième force du Sind après les élections de 2018.

Depuis 2016, le Mouvement Muttahida Qaumi (MQM) subit d'importantes divisions. En mars de cette année, l'ancien maire de Karachi Mustafa Kamal fonde un nouveau parti après avoir quitté le MQM, le Pak Sarzameen, et est soupçonné avoir le soutien des militaires. En août 2016, le no 2 du MQM Farooq Sattar est arrêté par les militaires puis rapidement relâché. C'est dans ce contexte de pression qu'il annonce prendre la direction du MQM et expulse Altaf Hussain de la direction du parti, créant différentes scissions entre membres lui étant resté fidèles et ceux favorables à une autre direction. Cette recomposition politique a largement été vue comme influencée par les militaires,.
Isolé, Altaf Hussain appelle ses militants à boycotter les élections législatives de 2018. Ainsi, le taux de participation chute de 55 à 40 % et le « Mouvement Muttahida Qaumi-Pakistan » réalise 20 % des voix et le Pak Sarzameen seulement 3 %. En effet, l'appel au boycott a donc été partiellement ignoré par les Muhadjirs. Il s'agit toutefois de la pire performance dans l'histoire du parti, qui est battu pour la première fois par le Mouvement du Pakistan pour la justice. Ce dernier parvient même à mettre en difficulté le Parti du peuple pakistanais dans son fief de Lyari.
| Mouvement du Pakistan pour la justice | 1 005 644 | 31,54 % | 15 | 20 |  |  |  |
| Mouvement Muttahida Qaumi             | 616 921   | 19,35 % | 4  | 13 |  |  |  |
| Tehreek-e-Labbaik Pakistan            | 378 221   | 11,86 % | 0  | 2  |  |  |  |
| Parti du peuple pakistanais           | 370 810   | 11,63 % | 2  | 6  |  |  |  |
| Muttahida Majlis-e-Amal               | 309 082   | 9,69 %  | 0  | 1  |  |  |  |
| Ligue musulmane du Pakistan (N)       | 261 156   | 8,19 %  | 0  | 0  |  |  |  |
| Pak Sarzameen                         | 99 671    | 3,13 %  | 0  | 0  |  |  |  |
| Parti national Awami                  | 21 130    | 0,66 %  | 0  | 0  |  |  |  |
| MQM-Haqiqi                            | 21 356    | 0,67 %  | 0  | 0  |  |  |  |
| Autres partis                         | 60 001    | 1,89 %  | 0  | 0  |  |  |  |
| Indépendants                          | 44 474    | 1,39 %  | 0  | 0  |  |  |  |
| Total votes exprimés                  | 3 188 466 | 100 %   | 21 | 44 |  |  |  |
| Votes blancs et nuls                  | 66 814    | 2,05 %  |    |    |  |  |  |
| Total inscrits et participation       | 8 108 315 | 40,15 % |    |    |  |  |  |